# Virunga-hegység
A Virunga-hegység a Kongói Demokratikus Köztársaság (DRC), Ruanda és Uganda határán végighúzódó, mintegy 80 km hosszú, tűzhányókból álló hegylánc. A hegylánc kelet-nyugati irányú hegylánc metszi a Kelet-afrikai árok Albert-hasadékát, tehát merőleges az Edward-tó – Kivu-tó vonalra.
A hegylánc nyolc nagyobb vulkánból áll, de ezek közül csak a Nyiragongo vulkán (3462 m) és a Nyamuragira vulkán (3063 m) aktív; többségük szunnyad. Az aktív tűzhányók legutóbb 2006-ban törtek ki. A Nyiragongo 1977-es kitörése 2000 emberéletet követelt. A 2002-es kitörés lávafolyama a 20 km-re fekvő Goma várost is elérte, és mintegy 250 000 embert tett földönfutóvá. A Nyamuragira lávafolyama a 2002-es kitöréskor elérte a Kivu-tavat, megváltoztatva annak partvonalát. A hegylánc legmagasabb hegye a Karisimbi vulkán (4507 m). A legidősebb hegy a Sabyinyo (3634 m).
A hegységet első európaiként a brit John Hanning Speke pillantotta meg 1861-ben. 1876-ban honfitársa, Sir Henry Morton Stanley a három keleti vulkánt írta le. A német Adolf Friedrich a két nyugati vulkánt kutatta fel 1894-ben, majd 1907-1908 közötti expedícióján fel is térképezte a hegyláncot. 
A hegylánc lejtőit trópusi esőerdő borítja. A hegység a Természetvédelmi Világszövetség (IUCN) Vörös listáján kihalófélben lévőként szereplő, kritikusan veszélyeztetett hegyi gorilla fő élőhelye; a faj az élőhely elvesztése, az orvvadászat, a betegségek és a háborúk miatt került a listára (Butynski 2003). A Dian Fossey által a gorillák természetes élőhelyén történő megfigyelésére 1967-ben alapított Karisoke Kutatóközpont a Karisimbi és a Bisoke-hegy között áll, nevét a két vulkán nevéből kapta.

## Fő csúcsai
- Karisimbi, Ruanda/DRC (4507 m)
- Mikeno, DRC (4437 m)
- Muhabura, Ruanda/Uganda (4127 m)
- Bisoke, Ruanda/DRC (3711 m)

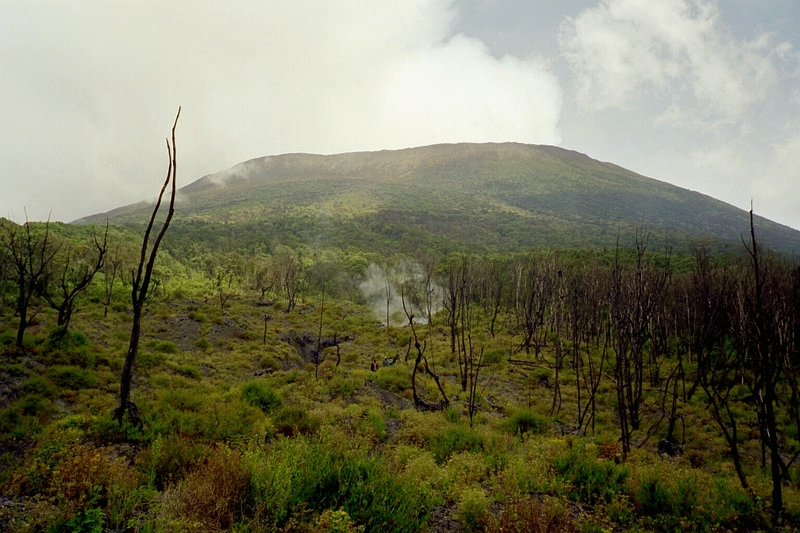
A Nyiragongo vulkán

- Sabyinyo, Ruanda/Uganda/DRC (3674 m)
- Gahinga, Ruanda/Uganda (3474 m)
- Nyiragongo, DRC (3470 m)
- Nyamuragira, DRC (3058 m)

## Nemzeti parkjai
- Virunga Nemzeti Park, Kongói Demokratikus Köztársaság
- Volcanoes Nemzeti Park, Ruanda
- Mgahinga Gorilla Nemzeti Park, Uganda

## Külső hivatkozások
- Virunga Nemzeti Park
- Britannica Online Encyclopedia